# Puente de la Sierra
El Puente de la Sierra es una pedanía y antigua zona de huertas, conocida también como Pago de Otíñar o Huerta de Otíñar, en la actualidad zona residencial, situada a unos 7 km al sur de la ciudad de Jaén, a la entrada de la denominada Sierra de Jaén o Sierra Sur, en el camino antiguo de Granada. Se encuentra bañado por el río Quiebrajano y el río Frío (Jaén) que al unirse conforman el río Jaén, en cuya inmediación se situaba el antiguo puente. Por el mismo antaño pasaba el antiguo camino real de Jaén a Granada en dirección a la Palma y la Sima, para enlazar con La Cerradura. 
Cuenta con Parroquia (Santa Cristina) y una ermita (Cristo del Perdón de la Asomada) desde la que parte una romería el domingo siguiente al día de San Juan (24 de junio). Además en ella se encuentran diferentes caserías y cortijos de cierto interés arquitectónico y etnológico como la Casa de la Vereda, el Cortijo de los Naranjos o la Casería de Jesús. En sus inmediaciones se encuentran elementos patrimoniales como el Vítor de Carlos III, el yacimiento de Cerro Veleta, el antiguo poblado colonial de Santa Cristina (dentro de los terrenos de Hacienda Santa Cristina de Otíñar), el castillo y aldea medieval de Otiñar, así como espacios naturales como los Cañones de Río Frío, la zona recreativa de la Cañada de las Hazadillas, el parque periurbano Monte la Sierra y la presa del Quiebrajano.

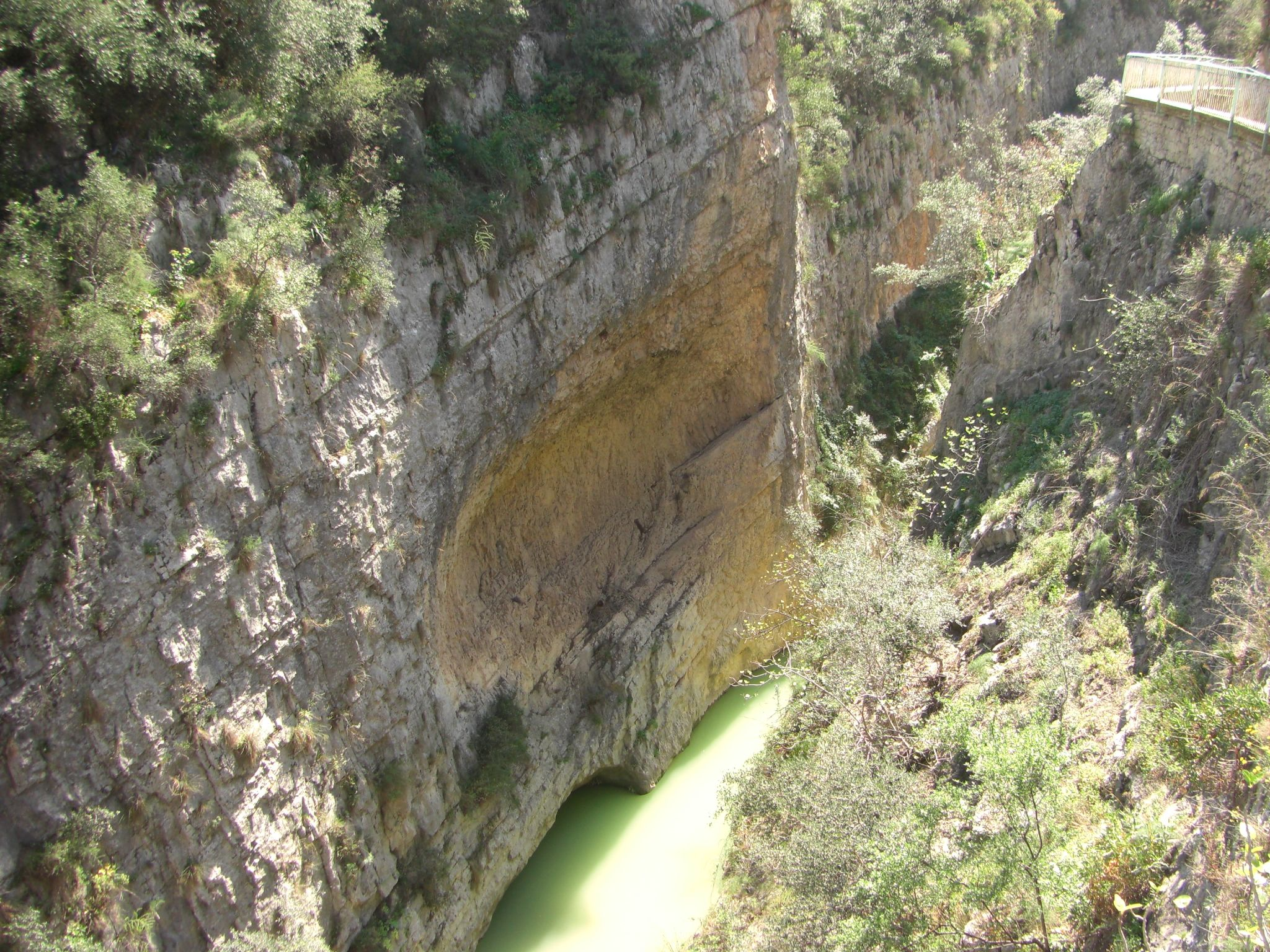

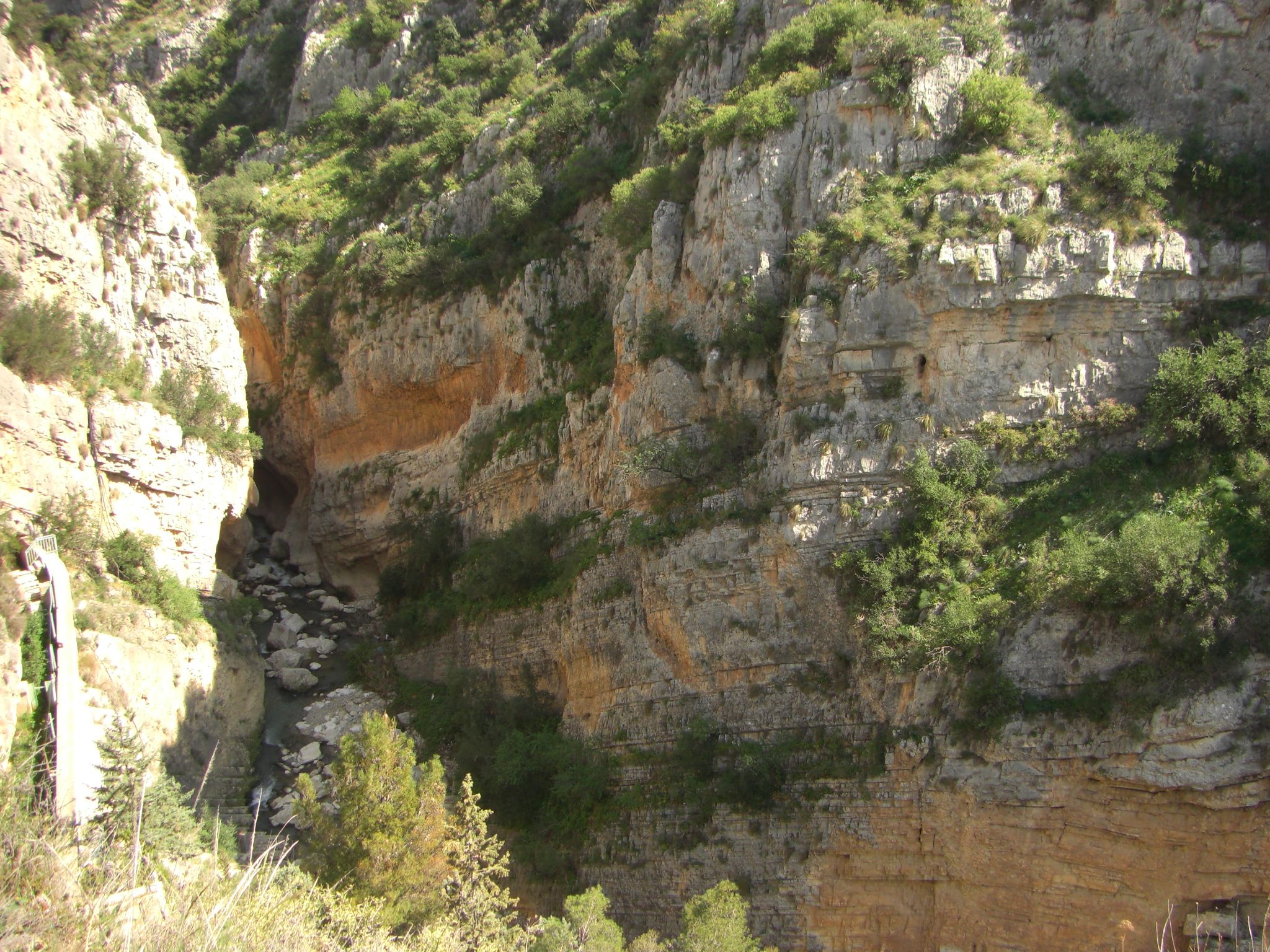

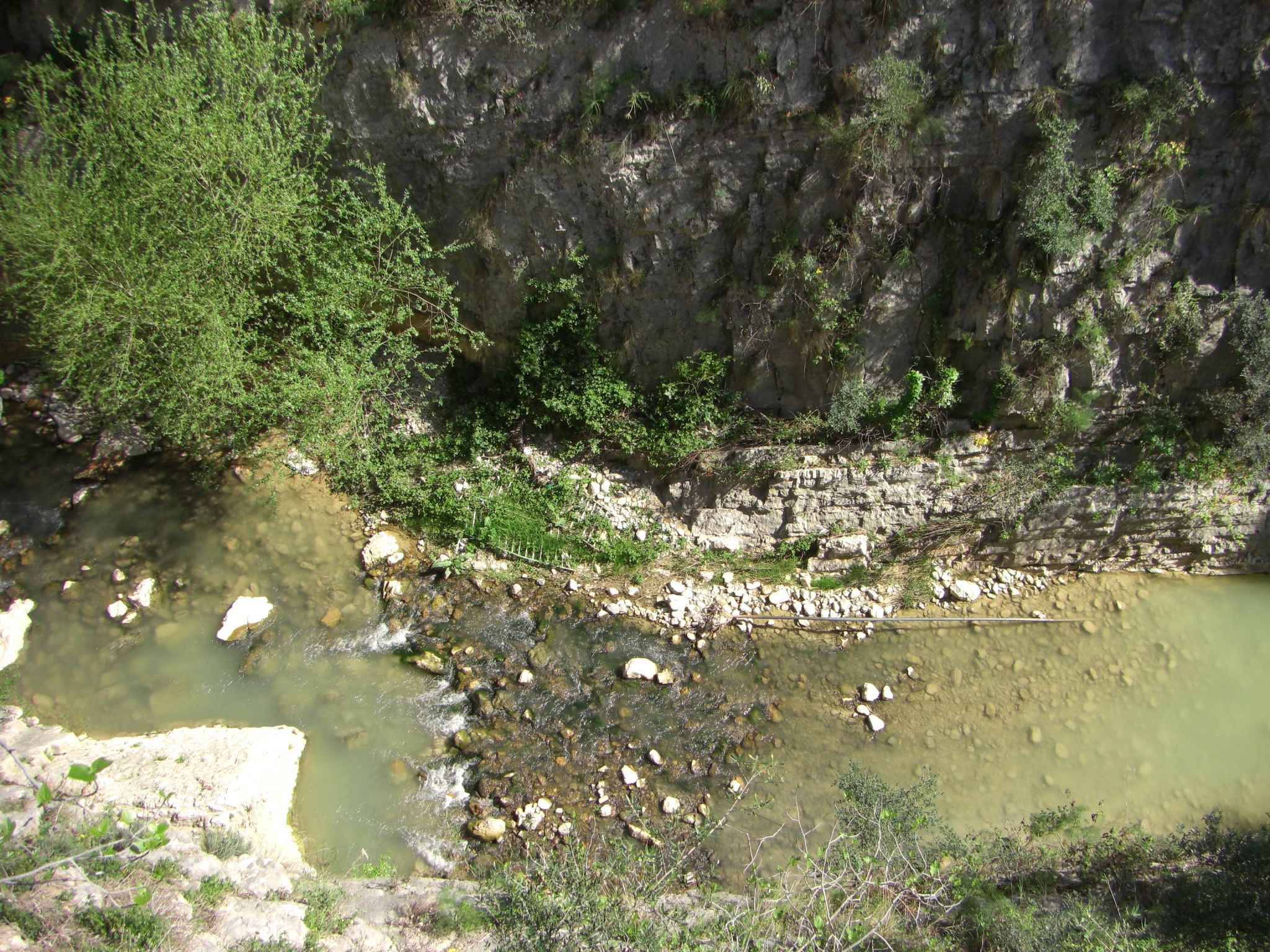

Es de destacar el denominado Arte rupestre de los valles de Otíñar, conjunto de estaciones con representaciones de arte parietal prehistórico (pinturas y petroglifos) localizadas en los valles que alimentan al río Quiebrajano dentro del antiguo heredamiento de Otíñar.